# Tiro alla XXVI Universiade
Le gare di tiro alla XXVI Universiade si sono svolte dal 18 al 22 agosto 2011 alla Shenzhen Shooting Hall e allo Shenzhen Clay-pigeon Shooting Field di Shenzen, Cina.

## Podi

### Tiro a segno

#### Uomini
| Evento                          | Oro               | Argento       | Bronzo            |
| Gare individuali                |                   |               |                   |
| Pistola ad aria compressa 10 m  | Lee Dae-Myung     | Pang Wei      | Kim Geun-Bok      |
| Carabina ad aria compressa 10 m | Niccolò Campriani | Yu Jae-Chul   | Gong Jiawei       |
| Pistola automatica 25 m         | Ding Feng         | Zhou Zhiguo   | Li Yuehong        |
| Pistola standard 25 m           | Ding Feng         | Zhou Zhiguo   | Dmitrij Brajko    |
| Pistola 50 m                    | Lee Dae-Myung     | Damir Mikec   | Mai Jiajie        |
| Carabina 50 m tre posizioni     | Niccolò Campriani | Kang Hongwei  | Sergej Kamenskij  |
| Carabina 50 m a terra           | Juryj Ščarbacėvič | Cao Yifei     | Aleksandr Ermakov |
| Gare a squadre                  |                   |               |                   |
| Pistola ad aria compressa 10 m  | Corea del Sud     | Cina          | Russia            |
| Carabina ad aria compressa 10 m | Italia            | Cina          | Russia            |
| Pistola automatica 25 m         | Cina              | Francia       | Russia            |
| Pistola standard 25 m           | Giappone          | Cina          | Romania           |
| Pistola 50 m                    | Cina              | Corea del Sud | Polonia           |
| Carabina 50 m tre posizioni     | Cina              | Francia       | Russia            |
| Carabina 50 m a terra           | Bielorussia       | Mongolia      | Svezia            |

#### Donne
| Evento                          | Oro                   | Argento                  | Bronzo                 |
| Gare individuali                |                       |                          |                        |
| Pistola ad aria compressa 10 m  | Harveen Srao          | Tanyaporn Prucksakorn    | Olena Kostevyč         |
| Carabina ad aria compressa 10 m | Petra Zublasing       | Lisa Ungerank            | Manuela Christel Felix |
| Pistola 25 m                    | Tanyaporn Prucksakorn | Zorana Arunović          | Olena Kostevyč         |
| Carabina 50 m tre posizioni     | Adéla Sýkorová        | Chuluunbadrakh Narantuya | Kata Veres             |
| Carabina 50 m a terra           | Li Peijing            | Wang Chengyi             | Marli Vlok             |
| Gare a squadre                  |                       |                          |                        |
| Pistola ad aria compressa 10 m  | India                 | Russia                   | Ucraina                |
| Carabina ad aria compressa 10 m | Cina                  | Corea del Sud            | Russia                 |
| Pistola 25 m                    | Ucraina               | Corea del Sud            | Cina                   |
| Carabina 50 m tre posizioni     | Cina                  | Francia                  | Rep. Ceca              |
| Carabina 50 m a terra           | Cina                  | Russia                   | Thailandia             |

### Tiro a volo

#### Uomini
| Evento           | Oro                                                        | Argento                                                   | Bronzo                                                            |
| Gare individuali |                                                            |                                                           |                                                                   |
| Skeet            | Giancarlo Tazza                                            | Ralf Buchheim                                             | Gorden Gosch                                                      |
| Fossa olimpica   | Marco Panizza                                              | Jakub Trzebiński                                          | Simone Lorenzo Prosperi                                           |
| Double trap      | Aleksandr Furas'ev                                         | Pan Qiang                                                 | Hwang Sung-Jin                                                    |
| Gare a squadre   |                                                            |                                                           |                                                                   |
| Skeet            | Rep. Ceca Daniel Herberger Petr Málek Jakub Novota         | Russia Aleksandr Bondar Nikolaj Pilščikov Nikolay Teplyj  | Cipro Andreas Chasikos Dimitris Konstantinou Anastasios Chapesiis |
| Fossa olimpica   | Italia Simone Lorenzo Prosperi Andrea Miotto Marco Panizza | Cina Li Yang Liu Jie Du Yu                                | Polonia Jakub Trzebiński Łukasz Szum Piotr Kowalczyk              |
| Double trap      | Cina Li Jun Pan Qiang Yang Yiyang                          | Russia Aleksandr Furas'ev Artur Mingazov Roman Zagummenov | Italia Antonino Barillà Alessandro Chianese Ferdinando Rossi      |

#### Donne
| Evento           | Oro                             | Argento                | Bronzo                 |
| Gare individuali |                                 |                        |                        |
| Skeet            | Monika Zemková                  | Danka Barteková        | Yu Xiumin              |
| Fossa olimpica   | Jana Beckmann                   | Catherine Skinner      | Kang Gee-Hun           |
| Double trap      | Yang Xiaohui                    | Marija Dmitrienko      | Hsu Jie-Yu             |
| Gare a squadre   |                                 |                        |                        |
| Skeet            | Cina Min Lu Jing Yang Xiumin Yu | medaglie non assegnate | medaglie non assegnate |
| Fossa olimpica   | medaglie non assegnate          | medaglie non assegnate | medaglie non assegnate |
| Double trap      | medaglie non assegnate          | medaglie non assegnate | medaglie non assegnate |

## Medagliere
| Posizione | Paese         |    |    |    | Totale |
| --------- | ------------- | -- | -- | -- | ------ |
| 1         | Cina          | 13 | 10 | 5  | 28     |
| 2         | Italia        | 7  | 0  | 2  | 9      |
| 3         | Corea del Sud | 3  | 4  | 3  | 10     |
| 4         | Rep. Ceca     | 2  | 0  | 1  | 3      |
| 5         | Bielorussia   | 2  | 0  | 0  | 2      |
| 5         | India         | 2  | 0  | 0  | 6      |
| 7         | Russia        | 1  | 5  | 7  | 13     |
| 8         | Germania      | 1  | 1  | 2  | 4      |
| 8         | Thailandia    | 1  | 1  | 2  | 4      |
| 10        | Slovacchia    | 1  | 1  | 0  | 2      |
| 11        | Ucraina       | 1  | 0  | 3  | 4      |
| 12        | Francia       | 0  | 3  | 0  | 3      |
| 13        | Mongolia      | 0  | 2  | 0  | 2      |
| 13        | Serbia        | 0  | 2  | 0  | 2      |
| 15        | Polonia       | 0  | 1  | 2  | 3      |
| 16        | Kazakistan    | 0  | 1  | 1  | 2      |
| 17        | Australia     | 0  | 1  | 0  | 1      |
| 17        | Austria       | 0  | 1  | 0  | 1      |
| 19        | Cipro         | 0  | 0  | 1  | 1      |
| 19        | Sudafrica     | 0  | 0  | 1  | 1      |
| 19        | Svezia        | 0  | 0  | 1  | 1      |
| 19        | Taipei Cinese | 0  | 0  | 1  | 1      |
| 19        | Ungheria      | 0  | 0  | 1  | 1      |
| Totale    | Totale        | 34 | 33 | 33 | 100    |